# Лунното момиче и Дяволският динозавър
„Лунното момиче и Дяволският динозавър“ (на английски: Moon Girl and Devil Dinosaur) е американски анимационен сериал, разработен от Стийв Лутър, Джефри М. Хауърд и Кейт Кондел за „Дисни Ченъл“.
Базиран на едноименните герои от Марвел Комикс, сериалът се разказва за Лунела Лафайет и нейния динозавърски компаньон „Дяволският динозавър“.
Озвучаващия състав се състои от Даймънд Уайт, Фред Таташор, Алфри Удард, Сашир Замата, Джърмейн Фаулър, Гари Антъни Уилямс, Лийб Барър и Лорънс Фишбърн. Продуциран е от „Синема Джипси Продъкшънс“, „Дисни Телевижън Анимейшън“ и „Марвел Анимейшън“, а анимацията е направена от „Флайънг Барк Продъкшънс“.
Премиерата на сериала е излъчена на 10 февруари 2023 г. по „Дисни Ченъл“, и е пуснат в стрийминг платформата „Дисни+“ пет дни по-късно.

## Актьорски състав
- Даймънд Уайт – Лунела Лафайет / Лунното момиче[1]
- Фред Таташор – Дяволският динозавър[1] / Треньор Хбрек / Девос[2]
- Алфри Удард – Мими, бабата на Лунела[1]
- Сашир Замата – Адрия Лафайет, майката на Лунела[1]
- Джърмейн Фаулър – Джеймс Лафайет младши, бащата на Лунела[1]
- Гари Антъни Уилямс – Попс, дядото на Лунела[1]
- Лийб Барър – Кейси Калдерон, мениджър на Лунела и най-добрата й приятелка[1]
- Майкъл Чимино – Едуардо
- Лорънс Фишбърн – Бийондър[1][3]

### Гост озвучаващи актьори
- Алисън Брий – Афтършок (еп. 1)
- Джош Кийтън – Анджело (еп. 2)
- Ейс Гибсън – Гравитас (еп. 3)
- Арън Драун – Мъжът-бебе (еп. 3)
- Карли Бейкър – Инстантейни момиче (еп. 3)
- Омид Абтахи – Ахмед (еп. 3)
- Анди Коен – Айзък (еп. 3)
- Индия Мур – Бруклин (еп. 4)
- Дженифър Хъдсън – Прическа (еп. 5)

## В България
В България сериалът е излъчен по локалната версия на „Дисни Ченъл“ на 20 март 2023 г. с разписание всеки делник от 18:30.

### Нахсинхронен дублаж
| Роля                            | Изпълнител               |
| ------------------------------- | ------------------------ |
| Лунела Лафайет / Лунното момиче | Йоанна Драгнева          |
| Кейси Калдерон                  | Елена Грозданова         |
| Мими                            | Василка Сугарева         |
| Попс                            | Георги Стоянов           |
| Ананд                           | Георги Стоянов           |
| Отвъдният                       | Георги Стоянов           |
| Директор Нелсън                 | Георги Стоянов           |
| Антонио Калдерон                | Георги Стоянов           |
| Джеймс Лафайет младши           | Явор Караиванов          |
| Треньор Хрбек                   | Явор Караиванов          |
| Едуардо                         | Явор Караиванов          |
| Цар Плъх                        | Явор Караиванов          |
| Айзък Калдерон                  | Явор Караиванов          |
| Сифонаторът                     | Явор Караиванов          |
| Адрия Лафайет                   | Августина-Калина Петкова |
| ЛОС-307                         | Августина-Калина Петкова |
| Одеса Дрейк                     | Ивет Лазарова-Торосян    |
| Други гласове                   | Августина-Калина Петкова |
| Други гласове                   | Боряна Йорданова         |
| Други гласове                   | Василка Сугарева         |
| Други гласове                   | Георги Стоянов           |
| Други гласове                   | Ивет Лазарова-Торосян    |
| Други гласове                   | Мариета Петрова          |
| Други гласове                   | Момчил Степанов          |
| Други гласове                   | Петър Бонев              |
| Други гласове                   | Теодор Койчинов          |

| Обработка              | Александра Аудио      |
| ---------------------- | --------------------- |
| Изпълнителен продуцент | Васил Новаков         |
| Преводачи              | Силвия Вълкова        |
| Преводачи              | Гергана Кирилова      |
| Музикален режисьор     | Красиана Димитрова    |
| Режисьори на дублажа   | Георги Стоянов        |
| Режисьори на дублажа   | Ивет Лазарова-Торосян |